# Falacia de la porción de trabajo
La falacia de la porción de trabajo (en inglés: lump of labour fallacy), también llamada falacia de la escasez de trabajo, es cometida cuando la suposición de que una variable (como el trabajo) es fija resulta ser falsa. Es decir, consiste en tratar una variable como independiente, cuando en realidad está sujeta a cambios endógenos.
El término tiene su origen en uno de los argumentos contra la idea de que reducir el número de horas de trabajo por persona ocasiona una reducción global en el desempleo. Partidarios de restricciones de las horas de trabajo no han aceptado este argumento como verdadero, aunque la mayoría de los economistas actuales lo hace. Hoy se utiliza de manera generalizada para resaltar errores de razonamiento cuando suposiciones de ceteris paribus (aquellas en los cuales una variable cambia mientras que las demás permanecen constantes) son contrafácticas. 
Otro nombre para la falacia en cuestión es falacia de suma cero. En la teoría de juegos un juego suma cero es aquel en el cual la suma del bien ganable de todos los jugadores permanece constante. En otras palabras, todo lo que un jugador gana, es perdido por otro u otros jugadores.
Un ejemplo frecuentemente citado es en economía, donde uno podría asumir que el dar cierta cantidad de riqueza a una persona (por ejemplo, a través de impuestos y subsidios) necesariamente resulta en que otros pierdan la misma cantidad de riqueza. De hecho, las actividades económicas pueden aumentar o reducir la riqueza del mundo, haciendo el "juego" económico de suma no cero.[cita requerida]

## Aplicación a la regulación laboral
Este argumento económico es comúnmente invocado contra los intentos de aliviar el desempleo mediante la restricción de las horas de trabajo. Tales suposiciones asumen que hay una cantidad fija de trabajo a ser realizado y que reduciendo la cantidad de horas de aquellos ya empleados, nuevos trabajadores serán necesarios. Esta política fue adoptada por el gobierno de Herbert Hoover en Estados Unidos y por Lionel Jospin en Francia. Sigue siendo ley en Francia, a pesar de propuestas de retorno por Jean-Pierre Raffarin. Algunos economistas sostienen que las políticas de reducción de horas tienden a ser inefectivas, alegando que hay costos administrativos sustanciales asociados con contratar más trabajadores, como son la contratación, entrenamiento y administración, que incrementarían el costo por unidad de producción, lo cual reduciría la producción y, en última instancia, reduciría el empleo.

### Críticas de la aplicación
En el 2000, Tom Walker publicó una crítica y revisión histórica de la "falacia de la porción de trabajo" que afirmaba que la misma es incoherente, inconsistente y espuria. Según Walker, la declaración de que las políticas de reducción del tiempo de trabajo están basadas en una "cantidad fija de tiempo" es una "falacia del hombre de paja"; es decir, un argumento fácil de ser refutado, creado por quienes critican la medida y que se lo atribuyen a los mismos que la apoyan. Walker identificó en la literatura al menos tres explicaciones en conflicto de como supuestamente los defensores de la reducción del tiempo de trabajo cometen la falacia y que lo único que las explicaciones tienen en común es su fallo en identificar una fuente con autoridad que sostenga la falacia.
Walker después rastreó el origen de la frase y sus aplicaciones a las políticas laborales a dos autores de finales del siglo XIX, uno de los cuales, D.F. Schloss, en 1892 negó cualquier conexión entre su "Teoría de la porción de trabajo" y el tema de la duración del día laboral. El otro, John Rae, fue un defensor de la jornada de ocho horas pero sostuvo que la creación de trabajos no era una de sus ventajas. El argumento de Rae de 1894 acerca de las expectativas de creación de trabajo a partir de una cantidad fija de trabajo fue cuidadosamente refutada por Charles Beardsley en 1895.